# Football Club Fiorentino 2008-2009
Questa voce raccoglie le informazioni riguardanti il Football Club Fiorentino nelle competizioni ufficiali della stagione 2008-2009.

## Rosa
| N. |                       | Ruolo | Calciatore         |
| -- | --------------------- | ----- | ------------------ |
|    | San Marino (bandiera) | P     | Michele Bollini    |
|    | San Marino (bandiera) | P     | Marco Graziosi     |
|    | San Marino (bandiera) | P     | Matteo Venerucci   |
|    | San Marino (bandiera) | D     | Mattia Casadei     |
|    | San Marino (bandiera) | D     | Federico Cherubini |
|    | San Marino (bandiera) | D     | Nicola Chiaruzzi   |
|    | San Marino (bandiera) | D     | Matteo Ciacci      |
|    | San Marino (bandiera) | D     | Stefano Ciacci     |
|    | San Marino (bandiera) | D     | Matteo Colonna     |
|    | San Marino (bandiera) | D     | Nicola Giorgini    |
|    | San Marino (bandiera) | D     | Davide Mariotti    |
|    | San Marino (bandiera) | D     | Daniele Pruccoli   |
|    | San Marino (bandiera) | C     | Michele Agostini   |
|    | San Marino (bandiera) | C     | Marco Arcangeloni  |

| N. |                       | Ruolo | Calciatore           |
| -- | --------------------- | ----- | -------------------- |
|    | San Marino (bandiera) | C     | Matteo Bernardi      |
|    | San Marino (bandiera) | C     | Andrea Capicchioni   |
|    | San Marino (bandiera) | C     | Christian De Angelis |
|    | San Marino (bandiera) | C     | Irish De Biagi       |
|    | San Marino (bandiera) | C     | Filippo Ramazan      |
|    | San Marino (bandiera) | C     | Marco Santolini      |
|    | San Marino (bandiera) | C     | Stefano Talarico     |
|    | San Marino (bandiera) | C     | Denis Veronesi       |
|    | San Marino (bandiera) | A     | Gianluca Biagini     |
|    | San Marino (bandiera) | A     | Jacopo Manzari       |
|    | San Marino (bandiera) | A     | Yuri Pedini          |
|    | San Marino (bandiera) | A     | Steven Venerucci     |
|    | San Marino (bandiera) | A     | Adriano Zanotti      |